# Col du Gros Rognon
Le col du Gros Rognon est un col de France situé dans le massif du Mont-Blanc, entre le mont Blanc du Tacul et le Gros Rognon, à 3 402 mètres d'altitude.

## Géographie

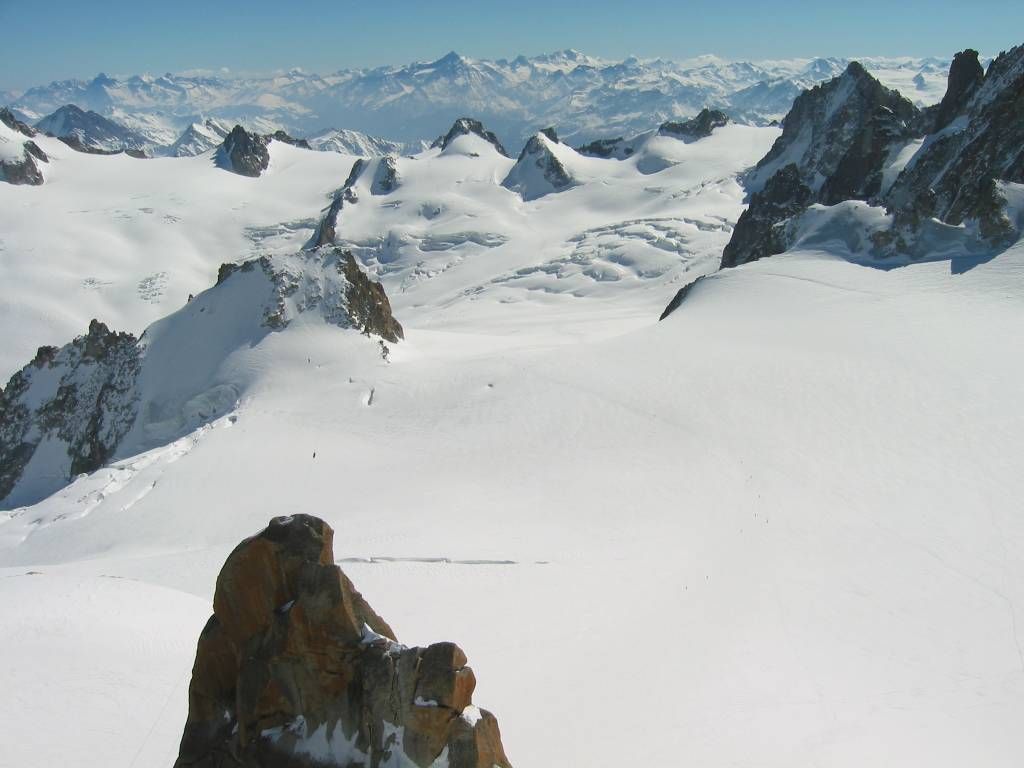
Le col du Gros Rognon vu depuis l'aiguille du Midi.

Le col du Gros Rognon est situé dans le Sud-Est de la France et de la Haute-Savoie, au cœur du massif du Mont-Blanc. Il est dominé par le mont Blanc du Tacul au sud-ouest, le Gros Rognon au sud et l'aiguille du Midi au nord-ouest, ouvert sur la Vallée Blanche au nord et le glacier du Géant au sud ; le mont Blanc est situé plus loin en direction du sud-ouest et non visible depuis le col.
Le col est totalement englacé, s'élevant à 3 402 mètres d'altitude.
Il est survolé par la télécabine Panoramic Mont-Blanc qui transite par le Gros Rognon et le tunnel du Mont-Blanc passe à l'aplomb du col, plus de 2 000 mètres sous la surface.

## Alpinisme
L'itinéraire classique de la Vallée Blanche de l'aiguille du Midi jusqu'au Montenvers et celui de la traversée de la Vallée Blanche entre l'aiguille du Midi et la pointe Helbronner passent pas le col du Gros Rognon,.

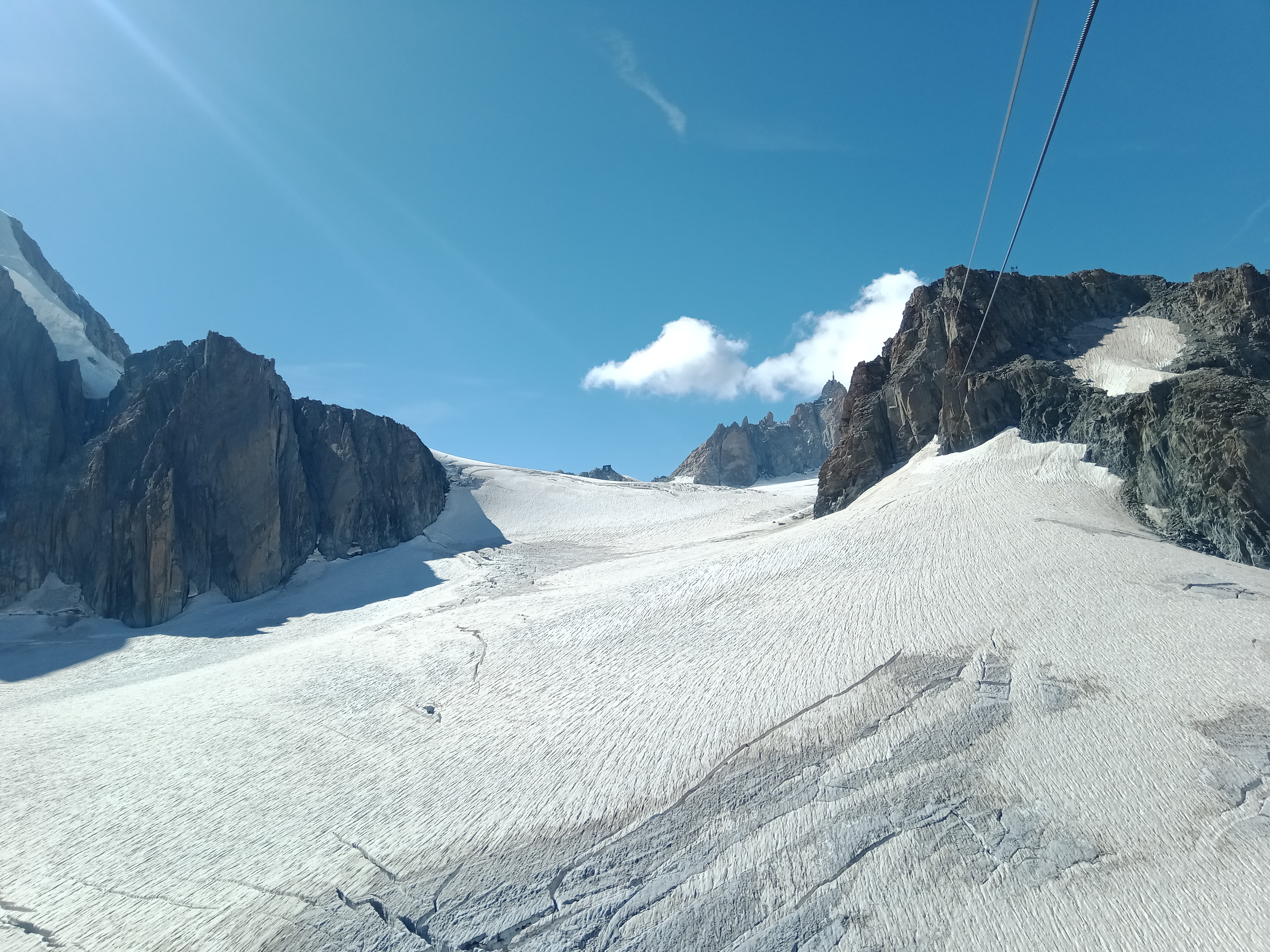
Vue depuis la télécabine Panoramic Mont-Blanc du col du Gros Rognon entre le Gros Rognon (à droite) et la pointe Lachenal (à gauche) avec l'aiguille du Midi en arrière-plan.